# Книгарня Vivat
Книгарня «Vivat» — мережа українських книгарень, була заснована 2017 року. Разом із видавництвом «Vivat» та типографією «Фактор-друк» входить до групи компаній «Фактор». Наразі асортимент мережі містить книги 147 українських та іноземних видавництв. Мережа підтримує українське книговидання та розвиток культури читання.

## Історія
Мережа книгарень Vivat почала свою діяльність у 2017 році. Перша книгарня відкрилася в Харкові, місті, де розташоване видавництво «Vivat». З часом книгарні з'явилися і в інших містах України, зокрема Києві, Львові, Івано-Франківську, Вінниці, та Чернівцях. У 2023 році книгарня розширювала свою діяльність, відкриваючи нові локації під час війни.

## Географія
Станом на 2024 рік мережа книгарень Vivat має свої локації у 6 великих містах України:
- Київ: вул. Петра Сагайдачного, 8; вул. Велика Васильківська, 101
- Харків: вул. Квітки-Основ'яненка, 2; вул. Сумська, 67
- Львів: Галицька площа, 12
- Івано-Франківськ: вул. Труша, 4; площа Ринок, 5
- Вінниця: вул. Архітектора Артинова, 4
- Чернівці: вул. Героїв Майдану, 4

## Діяльність
Книгарня Vivat залучає читачів до участі в культурних заходах. Книгарні організовують презентації нових книг, зустрічі з авторами, театралізовані екскурсії та літературні читання. Особливістю мережі є інтеграція нових трендів у сфері книговидання і продажу. Наприклад, відвідувачі Київської та Івано-Франківської книгарень можуть крім книг придбати каву та вино.
Vivat підтримує ініціативи, спрямовані на популяризацію української книги та культури читання, і залучає спільноти через соціальні мережі, зокрема Instagram і TikTok.

## Додаткові проєкти
2024 року книгарні «Vivat» стали частиною екологічної ініціативи зі збору та переробки паперових книг. Проєкт «Постав російську книгу в куток» підтримував українські Збройні сили: за здані книги клієнти отримували знижки на нові видання, а вторинні матеріали спрямовувались на переробку для збору коштів на військове обладнання. 13 лютого 2024 року в Харкові невідомі облили фарбою фасад книгарні «Vivat» на вулиці Квітки-Основ’яненка, у якій збирали російськомовні книги на переробку.
З 3 червня 2024 року мережа книгарень «Vivat» приєдналась до ініціативи «Книжки на фронт» від «Культурного Десанту», де збирають книжки для українських військових.
25 липня 2024 року відбулось відкриття фотовиставки та вечір пам’яті Максима «Далі» Кривцова. Подія організована разом з Фондом імені Максима Кривцова. На заході звучали його вірші та пісні, демонструвалися фото та відео.